# Escritura celtibérica

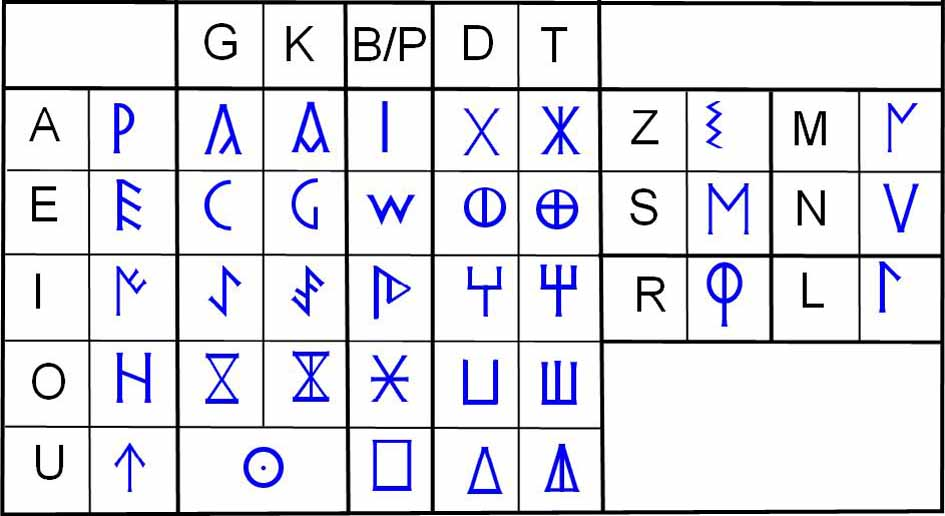
Un signario celtibérico occidental. Adaptado de Ferrer i Jané 2005.

La escritura celtibérica es una escritura paleohispánica que es la adaptación casi directa de la escritura ibérica nororiental a las particularidades de la lengua celtibérica. Sobre el origen de las escrituras paleohispánicas no hay consenso: para algunos investigadores su origen esta directa y únicamente vinculado al alfabeto fenicio, mientras que para otros en su creación también habría influido el alfabeto griego.

## Descripción
Desde el punto de vista de la clasificación de los sistemas de escritura no es ni un alfabeto ni un silabario, sino una escritura mixta que se identifica normalmente como semisilabario. Como el resto de escrituras paleohispánicas, esta escritura presenta signos con valor silábico para las oclusivas y signos con valor alfabético, para el resto de consonantes y vocales. 
El signario celtibérico básico está formado por 26 signos, en lugar de los 28 del signario ibérico nororiental original, puesto que se elimina una de las dos vibrantes y una de las tres nasales: cinco vocales, 15 silábicos y 6 consonánticos (una lateral, dos sibilantes, una vibrante y dos nasales). El signo que en ibérico se transcribe como ‘’s’’ se suele transcribir en celtibérico como ‘’z’’ porque en ocasiones parece representar el resultado fricativo de una antigua oclusiva dental, mientras que el signo que se transcribe como ‘’s´’’ en ibérico se transcribe como ‘’s’’ en celtibérico. El signario celtibérico tiene dos variantes diferenciadas por los valores de los signos nasales: en la variante oriental la nasal eliminada es la que en ibérico se identifica con ‘’m´’’, mientras que en la variante occidental la nasal eliminada es la que en ibérico se identifica con ‘’m’’, circunstancia que se interpreta como prueba de un doble origen. 
A pesar de las adaptaciones realizadas, la escritura ibérica no era adecuada para transcribir correctamente la lengua celtibérica: 
- Los grupos de oclusiva + líquida, bl, br; pl, pr; kl, kr; gl y gr, no podían representarse correctamente.
- Las consonantes oclusivas finales, -b, -p, -d, -t, -k y -g, no podían representarse correctamente.
- La variante no dual del signario ibérico nororiental, en la que se basa la variante oriental del signario celtibérico, no diferenciaba entre oclusivas sordas y sonoras.

Respecto al problema a la hora de representar las consonantes oclusivas sordas y sonoras, cabe destacar que algunas de las inscripciones de la variante occidental presentan indicios de uso del sistema dual que permite diferenciar los silabogramas oclusivos dentales y velares sordos de los sonoros con un trazo añadido: la forma simple representa la sonora y la forma compleja la sorda. Finalmente, también cabe señalar que en un reducido grupo de inscripciones se documenta la redundancia vocálica de los signos silábicos.
Esta escritura, al igual que su modelo, se escribe de izquierda a derecha y su ámbito natural de uso es el valle del Ebro y las cabeceras del Tajo y Duero que corresponden al noreste del área de cultura céltica, al territorio de los celtíberos; del resto de poblaciones celtas de Hispania solo tenemos topónimos y antropónimos conservados en las fuentes clásicas, pero no inscripciones autóctonas. 

## Inscripciones
Las inscripciones celtibéricas aparecen sobre soportes muy variados (monedas de plata y bronce, de las que se conoce un centenar de cecas, téseras de plata o bronce, plaquetas de bronce, cerámicas de barniz negro, ánforas, fusayolas, placas de piedra, etc.). El total de textos documentados se acerca a los dos centenares. 
Destacan por su número y longitud los bronces de Botorrita, hallados en la ciudad de Contrebia Belaisca, junto a Botorrita (Zaragoza) a partir de 1970. Los bronces Botorrita-I, Botorrita-III y Botorrita-IV están en celtíbero, mientras que Botorrita-II está en latín, y fue publicado y traducido por el profesor Guillermo Fatás en 1980. Botorrita-I fue dado a conocer por don Antonio Beltrán en 1971, pero no se publicó hasta 1982. Botorrita-IV fue hallado en 1994. En 1996 fue hallado en el municipio turolense de Torrijo del Campo, a unos 400 m del yacimiento de La Caridad en Caminreal, un bronce pequeño (9 x 14 cm) con 24 palabras celtíberas distribuidas en once líneas.
Destaca por su tamaño (52 x 73 cm) y por su longitud Botorrita-III, lámina de bronce escrita cerca del 100 a. C. con más de tres mil signos que contiene un tipo de censo de aproximadamente 250 personas. Fue hallado en 1992, y publicado en "El tercer bronce de Botorrita (Contrebia Belaisca)"; autores: Francisco Beltrán, Javier de Hoz y Jürgen Untermann; editó el Gobierno de Aragón; Zaragoza, 1996. Los contextos arqueológicos de otras muchas inscripciones son desconocidos, circunstancia que no permite precisar excesivamente la cronología real de uso de este signario, aunque su uso en monedas es claro en los siglos II y I a. C.

## Epigrafías

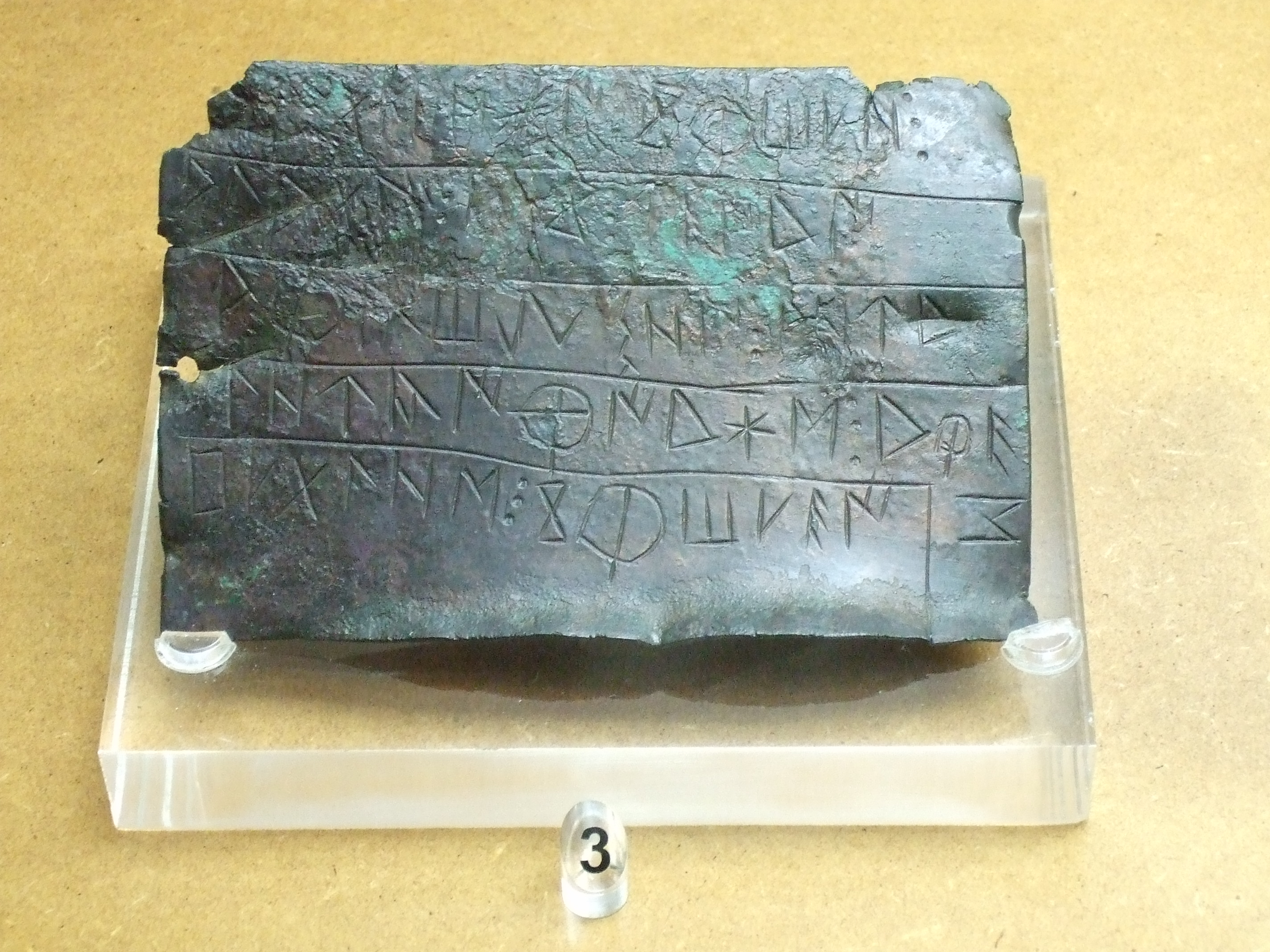
Bronce de Cortono. Procedencia desconocida. Signario occidental.
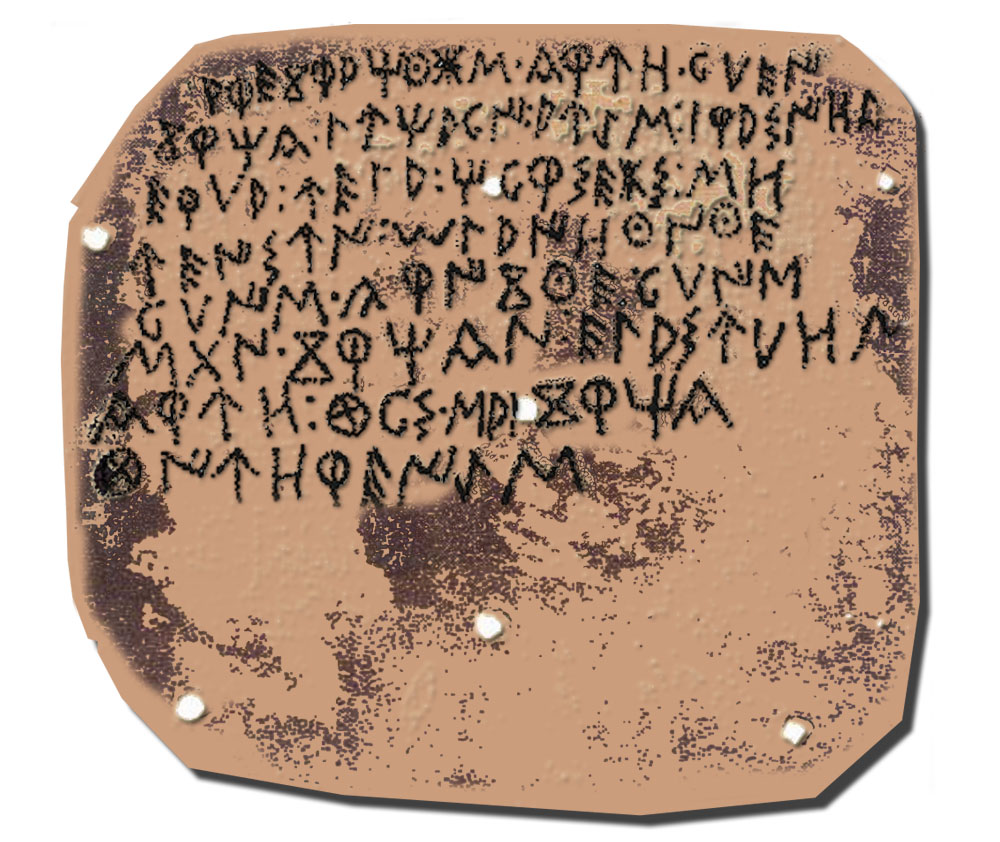
Bronce de Luzaga (prov. de Guadalajara). Signario occidental.
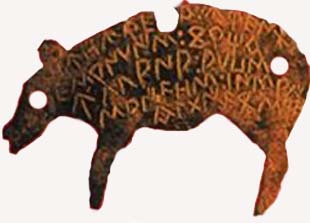
Téssera de Uxama (prov. de Soria). Signario occidental.
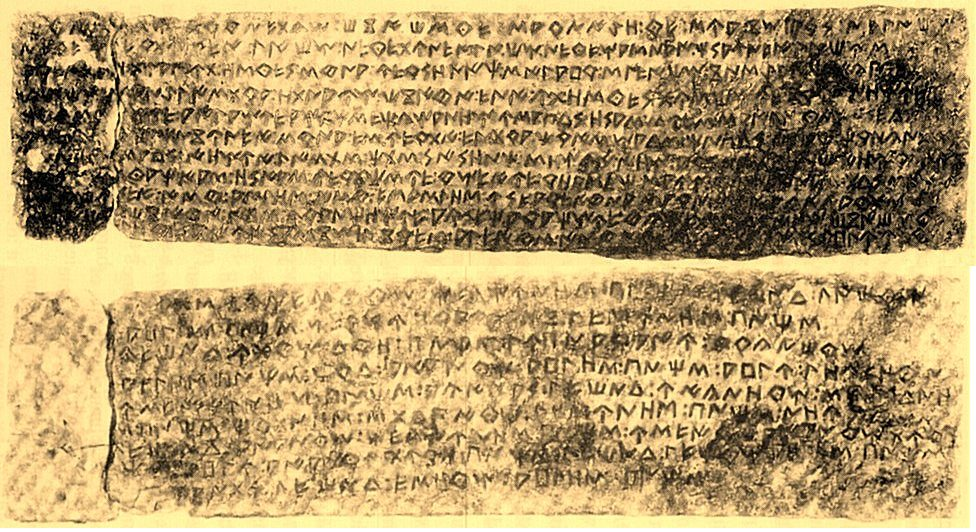
Bronce de Botorrita I (prov. de Zaragoza). Signario oriental.
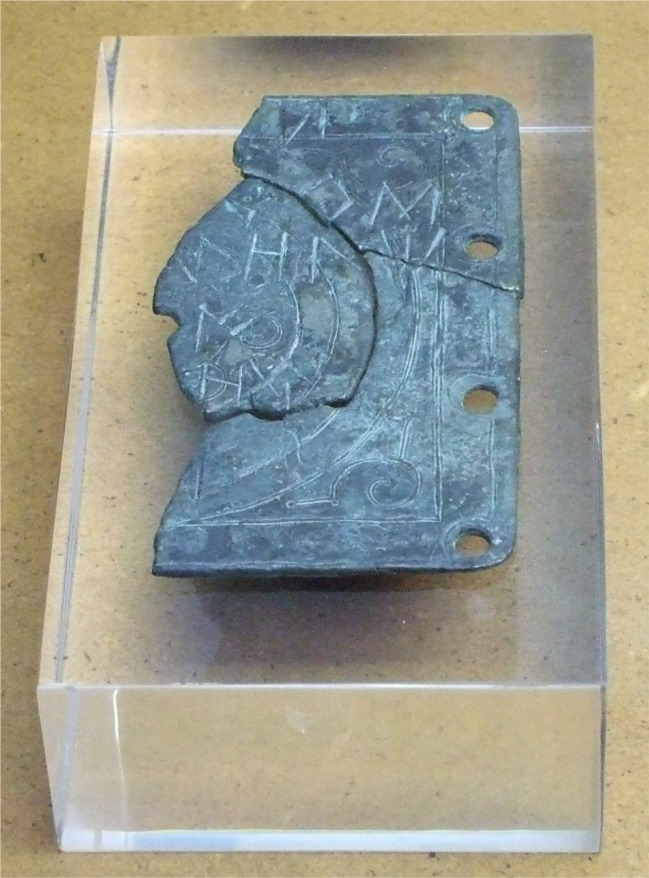
Pieza de bronce (cara B) de Botorrita (prov. de Zaragoza). Signario oriental.
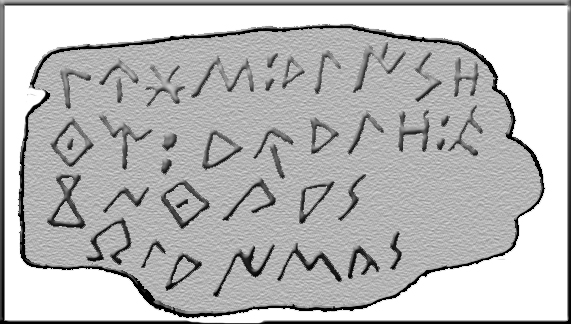
Téssera Fröhner. Procedencia desconocida. Signario oriental.